# Buenos Aires, Oaxaca
Buenos Aires är en ort i Mexiko.   Den ligger i kommunen Acatlán de Pérez Figueroa och delstaten Oaxaca, i den sydöstra delen av landet, 280 km öster om huvudstaden Mexico City. Buenos Aires ligger 112 meter över havet och antalet invånare är 411.
Terrängen runt Buenos Aires är kuperad österut, men västerut är den platt. Runt Buenos Aires är det ganska tätbefolkat, med 116 invånare per kvadratkilometer. Närmaste större samhälle är Acatlán de Pérez Figueroa, 11,0 km nordost om Buenos Aires. Omgivningarna runt Buenos Aires är en mosaik av jordbruksmark och naturlig växtlighet.